# Cees Juffermans
Cees Juffermans (Stompwijk, 10 februari 1982) is een Nederlands voormalig shorttracker en marathonschaatser. Hij heeft een relatie met oud-shorttrackster Liesbeth Mau Asam.

## Carrière
Juffermans was tijdens zijn carrière een van de sterkste Nederlandse shorttrackers. Hij deed mee aan het shorttrack op de Olympische Winterspelen 2002 in Salt Lake City, waar hij op de 500 meter en op de 1000 meter echter niet verder kwam dan de voorrondes. Op de 1500 meter bereikte hij wel de halve finale en behaalde hij uiteindelijk een achtste plaats. De verwachtingen waren in Nederland echter hoog gespannen, aangezien Juffermans het jaar ervoor de zilveren medaille had weten te bereiken op de Europese kampioenschappen. In 2001, 2003, 2004 en 2005 behaalde hij de nationale titel.
De aanloop naar de Olympische Winterspelen 2006 in Turijn verliepen niet bepaald vloeiend. Juffermans had op zowel de 1000 meter als op de 1500 meter een nominatie en diende in de wereldbekerwedstrijden in Den Haag vormbehoud te tonen. Dit deed hij echter niet en zijn ticket op de 1000 meter werd vergeven aan Niels Kerstholt die wel aan de eisen op die afstand voldeed. Op 20 januari 2006 plaatste Juffermans zich dan toch nog voor het shorttracktoernooi op de Olympische Spelen in Turijn, door tijdens de EK Shorttrack 2006 als zesde te eindigen op de 1500 meter en daarmee voldoende vormbehoud toonde aan NOC*NSF. Uiteindelijk mocht hij ook op de 500 meter meedoen, aangezien Nederland nog een startplek over had op die afstand. Tijdens die 500 meter reikte hij tot de kwartfinale. Op de 1500 meter strandde hij in de halve finale, terwijl hij een finaleplaats voor het grijpen had. Toen hij op de tweede plaats lag met nog één ronde te gaan werd hij door de Belg Pieter Gysel geschept en ging onderuit. Gysel werd gediskwalificeerd en Juffermans zou de finale mogen rijden, mits hij over de eindstreep was gegaan. Dit laatste was niet het geval, waardoor hij alsnog uitgeschakeld was.
Na het seizoen 2005-2006 stapte Juffermans over naar het marathonschaatsen, waar hij reed voor de ploeg rond Henk Angenent: TNT. Op 6 oktober 2007 won hij in Amsterdam zijn eerste marathonwedstrijd. In 2011 stopte hij ook met marathonschaatsen. Na zijn carrière is hij af en toe te zien als analist en co-commentator bij shorttrackwedstrijden voor de NOS. Daarnaast is Juffermans voorzitter van de Atletencommissie van de KNSB.

## Persoonlijke records
| Afstand    | Tijd     | Datum      | Baan       | Land      | Extra             |
| ---------- | -------- | ---------- | ---------- | --------- | ----------------- |
| 500 meter  | 42.023   | 13-02-2004 | Bormio     | Italië    | Nederlands Record |
| 1000 meter | 1.26,730 | 02-10-2005 | Hangzhou   | China     | Nederlands Record |
| 1500 meter | 2.16,906 | 22-01-1999 | Oberstdorf | Duitsland |                   |
| 3000 meter | 4.52,971 | 23-01-2000 | Bormio     | Italië    | Nederlands Record |

## Resultaten
| Toernooi                     | 2006  | 2005 | 2004 | 2003 | 2002 | 2001   | 2000 | 1999 | 1998 | 1997 |
| ---------------------------- | ----- | ---- | ---- | ---- | ---- | ------ | ---- | ---- | ---- | ---- |
| Olympische Spelen 500 meter  | 1/4 F | -    | -    | -    | QR   | -      | -    | -    | -    | -    |
| Olympische Spelen 1000 meter | -     | -    | -    | -    | QR   | -      | -    | -    | -    | -    |
| Olympische Spelen 1500 meter | 1/2 F | -    | -    | -    | 8e   | -      | -    | -    | -    | -    |
| Wereldkampioenschap          | -     | 21e  | 25e  | 26e  | 24e  | 22e    | -    | -    | -    | -    |
| Europees kampioenschap       | 9e    | 6e   | 8e   | 14e  | -    | Zilver | 7e   | 13e  | -    | -    |
| WK junioren                  | -     | -    | -    | -    | -    | -      | -    | 13e  | 6e   | 21e  |